# Alexandre Nicaise
Alexandre-Guillaume Nicaise (Gent, 9 mei 1827 - Elsene, 9 juni 1902) was een Belgisch generaal.

## Familie
Alexandre Nicaise was een zoon van Alexandre-François Nicaise en Jeanne Venneman. Hij trouwde in 1857 in Antwerpen met Mélanie Brialmont (1834-1877), dochter van Mathieu Brialmont, luitenant-generaal en minister van Oorlog. Ze kregen een zoon.
- Adolphe Nicaise (1859-1942), luitenant-kolonel, trouwde in 1897 in Elsene met barones Marie-Henriette de Waha (1873-1961), dochter van baron Frantz de Waha, burgemeester van Oudergem. Ze kregen twee zoons, met afstammelingen tot heden.

Hij hertrouwde in 1881 in Sint-Gillis met Charlotte Leclercq (1843-1929), dochter van Olivier Leclercq, luitenant-generaal, en kleindochter van Henri Dewandre, advocaat, lid van het Nationaal Congres en gemeenteraadslid van Luik. Het huwelijk bleef kinderloos.
In 1892 verkreeg Nicaise opname in de Belgische erfelijke adel met de titel baron, overdraagbaar bij eerstgeboorte.